# ماه من
ماه من ارائه‌ای متفاوت از لیلا فروهر بود که توسط کمپانی ام‌زی‌ام در سال ۱۳۸۷ منتشر شد. شعر عمده ترانه های این آلبوم از مریم حیدرزاده و تمام آهنگ‌ها از ساخته‌های رامین زمانی است.

## مشخصات آلبوم
| نام ترانه           | ترانه‌سرا       | آهنگساز     | تنظیم           |
| ------------------- | -------------- | ----------- | --------------- |
| ماه من              | مریم حیدرزاده  | رامین زمانی | واچیک           |
| ماه من              | مریم حیدرزاده  | رامین زمانی | هووی            |
| مجنون به لیلا میرسه | مهیار کاظم‌زاده | رامین زمانی | شهرام آذر       |
| مگه میشه            | مریم حیدرزاده  | رامین زمانی | دنیل            |
| مگه میشه            | مریم حیدرزاده  | رامین زمانی | شاهین یوسف‌زمانی |
| مگه میشه            | مریم حیدرزاده  | رامین زمانی | رامین زمانی     |
| بهانه               | مریم حیدرزاده  | رامین زمانی | پوریا نیاکان    |
| آرزوی من این است    | مریم حیدرزاده  | رامین زمانی | خشایار احمدیه   |
| آرزوی من این است    | مریم حیدرزاده  | رامین زمانی | رامین زمانی     |
| به جون تو           | مریم حیدرزاده  | رامین زمانی | روما کانیان     |
| خیلی سخته           | مریم حیدرزاده  | رامین زمانی | رامین زمانی     |